# Isak Samokovlija
Isak Samokovlija (hebr. יצחק סָמוֹקוֹבְלִיָה; ur. 3 września 1889 w Goraždach, zm. 15 stycznia 1955 w Sarajewie) – bośniacki prozaik pochodzenia żydowskiego.
Specjalizował się głównie w nowelistyce, a jego dojrzała twórczość (po 1927) pojawiła się na fali ważnego dla Bośni i Hercegowiny zjawiska, jakim było powstanie tzw. nowelistycznej Bośni. Twórczość autora ceniona jest przez znawców literatury bałkańskiej w dużej mierze za wniesienie do tej literatury tematyki żydowskiej i za artystyczną penetrację środowiska ubogich Żydów bośniackich. Wypowiadał się w swoich utworach w sposób bliski egzystencjalistom. Kreował bohatera tragicznego, ale ironicznie nastawionego do rzeczywistości. Cechował go egzystencjalistyczny subiektywizm, który w opowiadaniach krystalizował się w lirykę i autoteliczność. Wypowiadał się w tonie niepowściągliwie emocjonalnym, na pierwszy plan wysuwając zjawiska nietypowe i rzadkie. W jego opowiadaniach dominuje aura tragiczności, często towarzysząca śmierci osoby niewinnej lub też wyborowi życia w nędzy i poniżeniu. W latach 1932–1935 pojawiły się w twórczości autora elementy mocno ironiczne, a przedmiotem jego zainteresowania w tym czasie było przejściowo środowisko mieszczańskie. Autor posiadał głęboką umiejętność wczuwania się w świat doznań jednostek o bardzo różnej wrażliwości psychicznej (wspierał to znajomością osiągnięć psychologicznych tamtych czasów). Jako egzystencjalista akcentował silnie napięcia moralne i psychiczne jednostek. Opowiadał się za introspekcją oraz emotywną interpretacją tekstu. Samokovlija w dużym stopniu pozostawał pod wpływem Ivo Andrića.